# Danh sách tổ chức hoạt động vì nhân quyền trên thế giới
Đây là danh sách chưa đầy đủ, xin vui lòng thêm những thông tin bị thiếu
Sau đây là danh sách các tổ chức hoạt động vì nhân quyền trên thế giới. Danh sách này không bao gồm các đảng chính trị, hoặc các viện hàn lâm. Danh sách này bao gồm cả các tổ chức thế tục cũng như tôn giáo. 

## Các tổ chức Phi chính phủ quốc tế
- Amazon Watch
- Agencies for the protection of human right
- Ân xá Quốc tế
- Anti-Slavery International
- Article 19
- Avocats Sans Frontières
- Breakthrough (human rights)
- Trung tâm Carter
- CCJO René Cassin
- Trung tâm vì các quyền Kinh tế và Xã hội
- Trung tâm luật nhân quyền và nhân đạo
- Centre on Housing Rights and Evictions (COHRE)
- Centre for Human Rights and Climate Change Research C4HR&CCR
- Coalition for the International Criminal Court
- Ủy ban bảo vệ các nhà báo
- Sáng kiến nhân quyền khối thịnh vượng chung
- CryptoRights Foundation
- Cultural Survival
- Disability Rights International
- Disabled Peoples' International
- Enough Project
- Ensemble contre la peine de mort (Fr:Ensemble contre la peine de mort)
- Equality Now
- Every Human Has Rights
- Forum 18
- Free the Slaves
- Freedom from Torture
- Freedom House
- Freedom Later on after Dinner
- Friends of Peoples Close to Nature
- Society for Threatened Peoples
- GIRCA
- Các quyền phổ quát
- [Nhóm Tuổi trẻ toàn cầu vì Nhân quyền. Buea]
- Global Peace Promoters[liên kết hỏng]
- Habitat International Coalition
- Các ủy ban Helsinki về Nhân quyền
- Theo dõi Helsinki
- Hindu American Foundation
- Hindu Human Rights
- Hirschfeld Eddy Foundation
- Human Life International
- Nhân quyền Internet
- Bảo vệ nhân quyền
- Human Rights First
- Human Rights Foundation
- Human Rights Internet
- Tổ chức Theo dõi Nhân quyền
- Human Rights Without Frontiers
- Institute for War and Peace Reporting
- Institute on Religion and Public Policy
- Interamerican Association for Environmental Defense
- International Alliance of Women
- International Association of Jewish Lawyers and Jurists
- International Center for Transitional Justice
- International Centre for Human Rights and Democratic Development
- International Centre for Human Rights Research
- International Coalition against Enforced Disappearances
- International Commission of Jurists
- Ủy ban Chữ thập đỏ quốc tế (private, sovereign organisation)
- International Crisis Group
- Liên đoàn Quốc tế Nhân quyền
- International Foundation for Human Rights and Tolerance
- Tổ chức IFEX
- International Helsinki Federation for Human Rights (federation of 15 other human rights organisations not included in this list; now bankrupt due to fraud)
- International Human Rights Administration (IHRA) Lưu trữ ngày 6 tháng 6 năm 2014 tại Wayback Machine
- International Humanist and Ethical Union
- International Institute of Human Rights
- International League for Human Rights
- International Partnership for Human Rights (IPHR)
- International Property Rights Index
- International Progress Organization
- International Rehabilitation Council for Torture Victims
- International Rescue Committee
- International Tibet Support Network
- International Service for Human Rights
- International Society for Human Rights
- International Society for Peace Lưu trữ ngày 12 tháng 7 năm 2014 tại Wayback Machine
- International Work Group for Indigenous Affairs
- Islamic Human Rights Commission
- JUSTICE
- MindFreedom International
- National Labor Committee in Support of Human and Worker Rights
- Network for Education and Academic Rights
- No Peace Without Justice
- No Sweat (organisation)
- Norwegian Refugee Council
- Peace Brigades International
- Nhân dân
- Physicians for Human Rights
- Point of Peace Foundation
- Protection International
- Refugees International
- Release International
- Phóng viên không biên giới
- Reprieve (organisation)
- Redress (Charitable Trust for Torture Survivors)
- Robert F. Kennedy Center for Justice and Human Rights
- Scholars at Risk
- Scholar Rescue Fund
- Shia rights watch

SikhPolice.org
- Society for Threatened Peoples
- Survival International
- Tahirih Justice Center
- The Advocacy Project
- The Sentinel Project for Genocide Prevention
- UN Watch
- UNITED for Intercultural Action
- Universal Tolerance Organization
- White Code Centre Lưu trữ ngày 1 tháng 7 năm 2014 tại Wayback Machine
- World Council of Churches
- Tổ chức Thế giới chống Tra tấn
- Witness (human rights group)
- Womankind Worldwide
- Women's Learning Partnership for Rights, Development, and Peace
- World Future Council
- Tổ chức Thế giới chống Tra tấn
- Youth for Human Rights International

## Các tổ chức phi chính phủ theo lãnh thổ
- AIRE Centre (châu Âu)
- Akhil Bhartiya Manvadhikar Mission (Ấn Độ)Các tổ chức phi chính phủ
- Arabic Network for Human Rights Information (thế giới Ả Rập)
- Arab Commission for Human Rights (thế giới Ả Rập)
- Ủy ban Nhân quyền châu Á (châu Á)
- châu Án Centre for Human Rights (châu Á)
- châu Án Legal Resource Centre (châu Á)
- Commonwealth Human Rights Initiative (Commonwealth nations)
- Council on Hemispheric Affairs (châu Mỹ)
- Ecumenical Center for Human Rights (châu Mỹ)
- Euro-Mediterranean Human Rights Network (Euro-Mediterranean region)
- châu Âuan Roma Rights Centre (châu Âu)
- Federal Union of châu Âuan Nationalities (châu Âu)
- Helsinki Citizens Assembly (châu Âu)
- Human Rights Foundation (châu Mỹ)
- Human Rights Trust of Southern châu Phi (Nam Phi)
- Incomindios Switzerland (châu Mỹ)
- International Association of Independent Journalists Inc. (Canada, England & elsewhere)

International Human Rights Administration (Ấn Độ) Lưu trữ ngày 6 tháng 6 năm 2014 tại Wayback Machine
- Journalists for Human Rights (châu Phi)
- Kurdish Human Rights Project (Iraq, Turkey, Syria, Iran & elsewhere)
- Memorial (xã hội) (Cựu Liên Xô)

SikhPolice.org
- Unimondo (đông nam châu Âu)
- Washington Office on Latin America (Mỹ Latin)

## Các tổ chức phi chính phủ tập trung vào một quốc gia
Afghanistan
- Human Rights Focus Organisation - HRFO (HRFO/ Afghanistan Lưu trữ ngày 17 tháng 5 năm 2014 tại Wayback Machine)
- Afghanistan Independent Human Rights Commission - AIHRC

Argentina
- HIJOS
- Mothers of the Plaza de Mayo

Bahrain
- Bahrain Centre for Human Rights
- Bahrain Human Rights Society
- Bahrain Human Rights Watch Society
- Bahrain Youth Society for Human Rights
- We Have A Right

Bangladesh
- Odhikar

Bỉ
- Liga voor Mensenrechten
- Human Rights League (French-speaking Belgium)

Botswana
- Ditshwanelo

Myanmar
- Burma Campaign UK
- Canadian Friends of Burma
- Free Burma Rangers
- Freedom Campaign
- Human Rights Defenders and Promoters
- U.S. Campaign for Burma
- Women's League of Burma

Bulgaria
- Bulgarian Helsinki Committee

Campuchiapuchia
- Trung tâm Nhân quyền Campuchia
- Liên hiệp Thúc đẩy và bảo vệ Nhân quyền Campuchia (LICADHO)
- ADHOC

Canada
- Child Welfare League of Canada

Tchad
- Chadian Association for the Promotion and Defense of Human Rights

Trung quốc
- Civil Human Rights Front (Hồng Kông)
- Empowerment and Rights Institute
- Hong Kong Human Rights Monitor (Hồng Kông)
- Human Rights in China (organization)
- Information Centre for Human Rights and Democracy
- Tây Tạng:
  - Free Tibet Campaign
  - International Campaign for Tibet
  - Political Prisoners Movement of Tibet
  - Students for a Free Tibet

Cộng hòa Dân chủ Congo
- RAID (NGO)

Ai Cập
- Egyptian Initiative for Personal Rights
- Arabic Network for Human Rights Information ANHRI.org
- Hisham Mubarak Law Centre

Pháp
- GISTI
- Human Rights League (Ligue des droits de l'homme)
- MRAP (French NGO)
- SOS Racisme

Guatemala
- ADIVIMA
- HIJOS
- NISGUA

Ấn Độ
- Youth for human Rights India
- All Indian Rights Organization (AIRO)
- All India Human Rights Organization (AIHRO) Lưu trữ ngày 21 tháng 2 năm 2020 tại Wayback Machine
- Human Rights Protection Foundation, Udupi (HRPF, Udupi) Lưu trữ ngày 14 tháng 7 năm 2014 tại Wayback Machine
- Manab Adhikar Sangram Samiti (MASS)
- Confederation of Human Rights Organizations
- Forum for Fact-finding Documentation and Advocacy
- Human Rights Documentation Centre

International Human Rights Administration(IHRA) Lưu trữ ngày 6 tháng 6 năm 2014 tại Wayback Machine
- Human Rights Protection Organization[(Bathinda - Website)] Lưu trữ ngày 17 tháng 12 năm 2014 tại Wayback Machine
- International Human Rights Association (IHRA)
- National Campaign on Dalit Human Rights
- Vigil India Movement
- Kashmir Human Rights Commission
- Zomi Human Rights Foundation (ZHRF), Manipur Lưu trữ ngày 17 tháng 1 năm 2015 tại Wayback Machine
- united youth human rights International
- UNITED COUNCIL OF HUMAN RIGHTS (UCHR) Andhra Pradesh, India
- Human Rights & Social Justice Mission Lưu trữ ngày 17 tháng 12 năm 2014 tại Wayback Machine
- Humanrights Journalist Association of India

Iran
- Defenders of Human Rights Center
- Iran Human Rights Documentation Center
- Iran Human Rights (IHR) Norway

Israel/Palestinian territories
- Israel:
  - Rabbis for Human Rights
  - Machsom Watch
  - Association for Civil Rights in Israel
  - B'Tselem
  - Physicians for Human Rights-Israel
  - Jerusalem Institute of Justice
- Palestinian territories:
  - Al Mezan Center for Human Rights (Dải Gaza)
  - Palestinian Society for the Protection of Human Rights
  - Solidarity for Palestinian Human Rights

Kenya
- Cemiride

Liban
- Association Najdeh
- Maharat
- Gulf Centre for Human Rights

Malawi
- Centre for Human Rights and Rehabilitation

Malaysia
- Suara Rakyat Malaysia
- National Human Rights Society

Mali
- Association Malienne des Droits de l'Homme

Mauritanie
- Association Mauritanienne des Droits de l'Homme

Maroc
- Association Marocaine des Droits Humaine
- Conseil Consultatif des Droits de l'Homme
- Sahrawi Association of Victims of Grave Human Rights Violations Committed by the Moroccan State

Niger
- Timidria

Cộng hòa Dân chủ Nhân dân Triều Tiên
- Liberty in North Korea
- Chosun Journal

Pakistan
- Human Rights Organization of Pakistan
- Asian Human Rights Development Organization

Philippines
- Campaign for Human Rights in the Philippines
- Philippines-Canada Task Force on Human Rights

Ba Lan
- Otwarta Rzeczpospolita (Open Republic)[1]
- Polska Koalicja Social Watch
- La Strada (organisation)
- Centrum Praw Kobiet (Centre for Women's Rights)
- Centrum Pomocy Prawnej im. Haliny Nieć
- Czerwona Pomoc w Polsce (20th century)
- Movement for Defense of Human and Civic Rights (20th century)

Nga
- Glasnost Defense Foundation
- Moscow Research Center for Human Rights
- SOVA Center
- Chechnya:
  - Chechnya Advocacy Network

România
- Romanian Society For Human Rights
- Civil Rights Association

Ả Rập Xê Út
- Center for Democracy and Human Rights in Saudi Arabia
- National Society for Human Rights
- Home for Human Rights
- NESOHR
- University Teachers for Human Rights

Sri Lanka
- The Human Rights Organization of Sri Lanka

Sudan
- Sudan Organisation Against Torture

Thụy Điển
- Stepchildren of Society

Syria
- Al-Marsad
- Syrian Network for Human Rights

Tunisia
- Tunisia Monitoring Group

Uganda
- Uganda Conflict Action Network
- Human Rights Network for Journalists

Ukraina
- Kharkiv Human Rights Protection Group
- Ukrainian Helsinki Human Rights Union

Vương quốc Liên hiệp Anh và Bắc Ireland
- Liberty (pressure group)
- Bắc Ireland:
  - Committee on the Administration of Justice

Hoa Kỳ
- ACLU
- Center for Constitutional Rights
- Citizens Justice Association
- Ella Baker Center for Human Rights
- Empowering Spirits Foundation
- Human Rights Campaign
- Human Rights Commission of Salt Lake City
- Human Rights First
- Human Rights Initiative of North Texas
- Humanitarian Law Project
- Jewish Voice for Peace
- Meiklejohn Civil Liberties Institute
- National Youth Rights Association
- Lawyers' Committee for Civil Rights Under Law
- Society for Human Rights (Disbanded)
- Southern Poverty Law Center
- US Human Rights Network
- Workplace Fairness

Việt Nam
Zimbabwe
- Zimbabwe Lawyers for Human Rights

## Các cơ quan thuộc Liên hợp quốc
- Văn phòng Cao ủy Liên Hợp Quốc về Nhân quyền
- Hội đồng Bảo an Liên Hợp Quốc
- Tiểu ban về khuyến khích và bảo vệ quyền con người
- Hội đồng Nhân quyền Liên Hợp Quốc
- Ủy ban Liên Hợp Quốc về Nhân quyền (đã giải tán)
- ITòa án Hình sự quốc tế

Quản trị Nhân quyền Quốc tế Lưu trữ ngày 6 tháng 6 năm 2014 tại Wayback Machine
- OSCE Đại diện về tự do truyền thông
- UNESCO
- Cơ quan nghị viện của Liên hợp quốc (UNPA)

### Các cơ quan hiệp ước nhân quyền
- Ủy ban Nhân quyền
- Ủy ban về xóa bỏ phân biệt chủng tộc
- Ủy ban về xóa bỏ phân biệt đối xử đối với phụ nữ
- Ủy ban chống tra tấn
- Ủy ban về quyền trẻ em

## Các tổ chức đa phương khác
- Ủy ban phòng chống Tra tấn của châu Âu
- Khối Thịnh vượng chung Anh
- Tòa án Nhân quyền châu Âu
- Ủy ban Nhân quyền liên Mỹ
- Tòa án Nhân quyền liên Mỹ